# Рашкович, Мария Павловна
Мария Павловна Рашкович (1859—1941) — одна из первых женщин — земских врачей в Российской империи, общественный деятель, автор более десятка научных работ.

## Образование
Родилась в Одессе в еврейской купеческой семье.
В конце 1870-х годов была слушательницей врачебных курсов в Петербурге. Обыскана и арестована в Петербурге 4 декабря 1878 года в связи с перепискою, найденной у Льва Левенталя. Освобождена через несколько дней и подчинена негласному надзору полиции.
В начале 1879 года уехала в Берн, где слушала лекции на медицинском факультете.
Вернувшись в Россию в 1880 году, поступила на Высшие женские врачебные курсы при Николаевском военном госпитале в Санкт-Петербурге, которые окончила в 1885 году. На курсах она сводит знакомство с Юлией Квятковской, которое переросло в искреннюю дружбу, продолжавшуюся до конца жизни.

## Научно-практическая деятельность

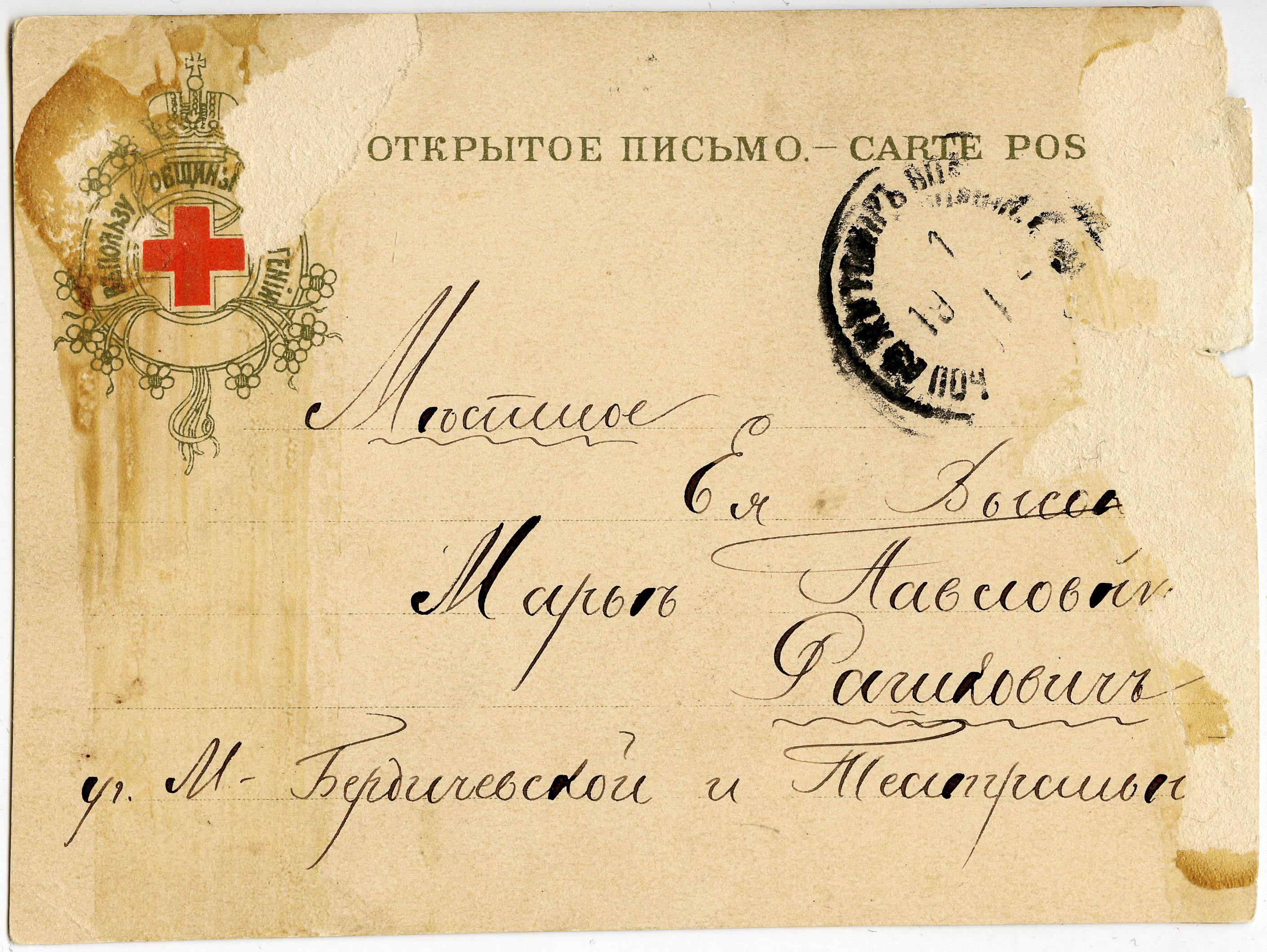
Открытка на имя М. П. Рашкович. 1900-е годы. Кишинёв.

С 1886 года на протяжении полутора лет работала фельдшерицей и участковым врачом в межуездной Петровской лечебнице Московского губернского земства. Здесь в 1883 году открыла больницу и лечила больных с хирургическими и глазными болезнями одна из первых земских женщин-врачей Александра Гавриловна Архангельская.
Некоторое время Рашкович работала в Константиноградской земской больнице Полтавской губeрнии.
Во второй половине 1880-х — 1900-х годах работала в Херсонском земстве и сиротском приюте Херсона вольнопрактикующим врачом, затем помощницей губернского санитарного врача в Кишинёве. В научной деятельности осуществляла отдельные описательные санитарные исследования санитарно-гигиенического характера.

## Общественная деятельность
Преподавала в воскресной школе и Кишинёвском еврейском профессиональном училище для девочек под эгидой Еврейского колонизационного общества (вместе с П. О. Эфрусси), являлась одной из организаторов библиотеки-читальни, летних колоний для учащихся, подвижного школьного музея естественных наук. Участвовала в просветительских и благотворительных обществах.

## Гибель
Во время оккупации Кишинёва была заключена в гетто, где и погибла.

## Избранные труды

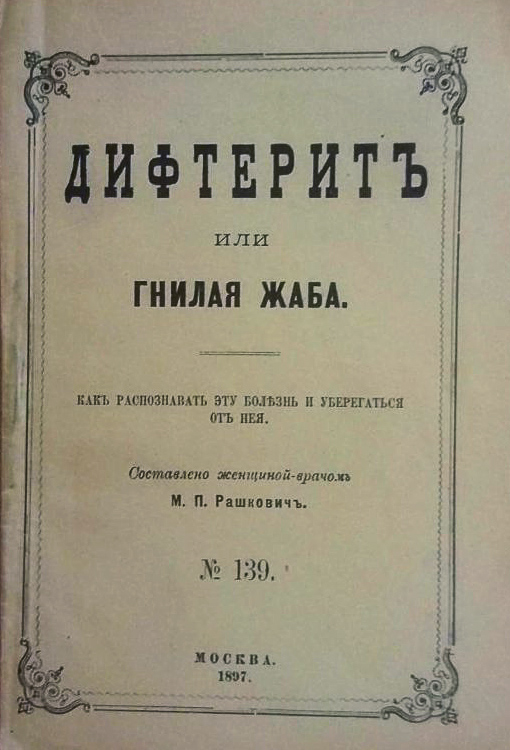
Книга М. П. Рашкович

- К вопросу о призрении подкидышей Херсонским земством. Херсон, 1891. Отд. отт. из изд.: Херсонский губ. съезд земских врачей и членов земских управ, 12-й. 1891. Доклады, отчёты делегатов, отчёты о заседаниях и проч. Херсон, 1891.
- Материалы для оценки санитарного положения Бессарабской губернии / М. Рашкович. Вып. 1. — Кишинёв: тип. А. С. Степановой, 1894. — 24 с.
- Дифтерит или гнилая жаба / Сост. женщиной-врачом М. П. Рашкович. — М., 1892.
- Дифтерит или гнилая жаба: Как распознавать эту болезнь и уберегаться от неё / Сост. женщиной-врачом М. П. Рашкович. — М.: Посредник, 1895. — 27 с.
- Дифтерит или гнилая жаба: Как распознавать эту болезнь и уберегаться от неё / Сост. женщиной-врачом М. П. Рашкович. — М.: Посредник, 1897. — 27 с.
- Дифтерит в Херсонской губернии: (Докл. 13 Губ. съезду врачей Херсон. губ.) / М. П. Рашкович. — Херсон: тип. О.Д. Ходушиной, 1897.
- Дифтерит или гнилая жаба: Как распознавать эту болезнь и уберегаться от нее / Сост. женщиной-врачом М. П. Рашкович. — 2-е изд., изм. и ред., с согласия авт., Комиссия по распространению гигиенических знаний в народе, состоящей при Правлавлении Общества русских врачей в память Н. И. Пирогова. — М.: Посредник, 1903.
- Рашкович М. Об уравнении в правах дантистов с зубными врачами // Зубоврачебный Вестник. 1906. — № 6. — С. 446-449.
- Краткий курс естествознания и гигиены. Т.1—2. / [Соч.] Вр. Марии Рашкович. Москва: типо-литография товарищества И. Н. Кушнерев и К°, 1907—1908.
- Рашкович М. П. Школьные музеи как проводники в школьную жизнь новых течений современной педагогики: Доложено Бессарабскому обществу естествоиспытателей / М. Рашкович. — Кишинёв, 1914. — 30 с. Приложение к т. 5: 1913/1914. «Труды Бессарабского общества естествоиспытателей и любителей естествознания» 1913/1914.
- Гнилая жаба или дифтерит / Сост. врач М. П. Рашкович. — М.: Красная новь, 1923. — 24 с.
- Воспоминания врачей Юлии Ал. Квятковской и Марии П. Рашкович и краткие биографии Н. А. и С. П. Дорошевских, Е. П. Джунковской и Е. И. Кристи-Сицинской». Париж, 1937.

## Семья
- Сестра — Сусанна Павловна Дорошевская (урождённая Рашкович; 1856—1937), выпускница Санкт-Петербургских Бестужевских курсов, основательница женского профессионального училища для еврейских детей в Кишинёве (1885), в котором преподавала гигиену вместе с сестрой, а также субботней вечерней еврейской школы при этом училище[16][17]. Её муж, доктор Николай Антонович Дорошевский (?—1911), был заведующим бактериологическим кабинетом губернской земской больницы в Кишинёве[18].

Потомок — профессор МГУ Леонид Николаевич Рашкович.